# Produktinnovation
Produktinnovationen sind in der Wirtschaft Innovationen, die aufgrund von Forschung und Entwicklung oder technischen Fortschritts ein völlig neues oder wesentlich verändertes bestehendes Produkt hervorbringen. Pendant sind im Finanzwesen die Finanzinnovationen.

## Allgemeines
Die Produktinnovation ist eine Innovation, also eine (Er-)Neuerung (lateinisch innovatio). Die Innovation muss mithin kein völlig neues Produkt hervorbringen, sondern kann in der Modifizierung eines vorhandenen bestehen. Deshalb unterschied Joseph Schumpeter 1964 in seiner Theorie der wirtschaftlichen Entwicklung zwischen „Inventionen“ (technische Erfindungen eines völlig neuen Produkts), „Innovationen“ (Umsetzung einer Erfindung durch einen „dynamischen Unternehmer“) und Imitationen (Nachahmung einer Innovation durch die Konkurrenz).

## Geschichte
Es gab Erfindungen, die branchenübergreifende industrielle Auswirkungen zur Folge hatten (Schlüsseltechnologien). Hierzu gehören beispielsweise die Niederdruckdampfmaschine von James Watt (1769), der Revolver (1845), die Dynamomaschine (1866), der Drehstrommotor (1889) oder der Elektronenrechner (1946), die als Grundlageninnovationen für Produktinnovationen bei der Herstellung von Werkzeugmaschinen gesorgt haben. In der Folge kam es zu Produktinnovationen wie der Bohrmaschine (1775), Drehbank (1797), Hobelmaschine (1817), Fräsmaschine (1818) und Schleifmaschine (1874).

## Arten
Die Produktinnovation kann nach verschiedenen Kriterien unterschieden werden. Marktinnovation bedeutet, dass ein entsprechendes Angebot erstmals am Markt verfügbar ist. Dafür wurde auch der Begriff „absolute Innovation“ geprägt. Die
Unternehmensinnovation bezeichnet ein Angebot, das nur für das betreffende Unternehmen selbst neuartig ist, nicht jedoch für den Markt an sich. Man spricht in diesem Fall auch von „relativer Innovation“. Dabei sind heute drei Typen der Unternehmensinnovation anerkannt:
- Die konvergente Unternehmensinnovation findet im Bereich des Kerngeschäfts statt,
- die divergente Unternehmensinnovation durch Eigeninitiative, Steuerung des Einflusses der wichtigsten Stakeholder und erweiterte Kommunikation sowie
- die erst im Entstehen begriffene virtuelle Unternehmensinnovation.

Sämtliche Produktinnovationen erfordern ein Verlassen der Routine und eine Einstellung auf neue Territorien.
Eine Produktinnovation kann von Kundenwunsch ausgehen (englisch market pull) oder ist auf eine technologische Entwicklung zurückzuführen (englisch technology push).

## Wirtschaftliche Aspekte
Produktinnovation wird auch eingesetzt, um „dynamischen Märkten“ zu begegnen. Diese dynamischen Märkte sind durch technischen Fortschritt auf der Anbieterseite und Bedarfsverschiebungen auf der Nachfragerseite gekennzeichnet. Der Unternehmer Christian Dräger hat die Strategie seines Unternehmens (Drägerwerk) wie folgt charakterisiert: „Marktführerschaft durch Technologieführerschaft, Technologieführerschaft durch Produktinnovation.“ Ausgangspunkt ist für ihn die Produktinnovation, durch die eine Technologieführerschaft erreicht werden kann, die ein Unternehmen zum Marktführer aufsteigen lassen kann.
Nach der Innovationsneigung kann in Vorreiterverhalten (mit der Chance auf Pioniergewinne, aber dem größten Risiko der Sunk Costs wegen der hohen Ungewissheit über die weitere Marktentwicklung), das Verhalten des frühen Folgers (mit der Chance eines geringeren Risikos – weil Fehlproduktionen des Pioniers vermieden werden können – und dem Nachteil der Überwindung von Marktbarrieren), jenes des Modifikators (mit der Chance auf Besetzung einer Marktnische, aber den Risiken geringer Spielräume und hoher Markteintrittsbarrieren), sowie jenes des Nachzüglers (gekennzeichnet durch die geringsten Forschungs- und Entwicklungskosten und kleinste Marktrisiken sowie der Gefahr der Preiskämpfe) unterschieden werden.
Produktinnovationen verschaffen dem Innovator Wettbewerbsvorteile, er zwingt die Konkurrenz zu reagieren. Produktinnovationen erfordern Marktreife der innovativen Produkte, die durch Tester bestätigt werden kann. Die Notwendigkeit zur Produktinnovation liegt in der Veränderung von Präferenzen der Nachfrager und im Erscheinen technologischer Trends.